# Jarząbkowy Zwornik

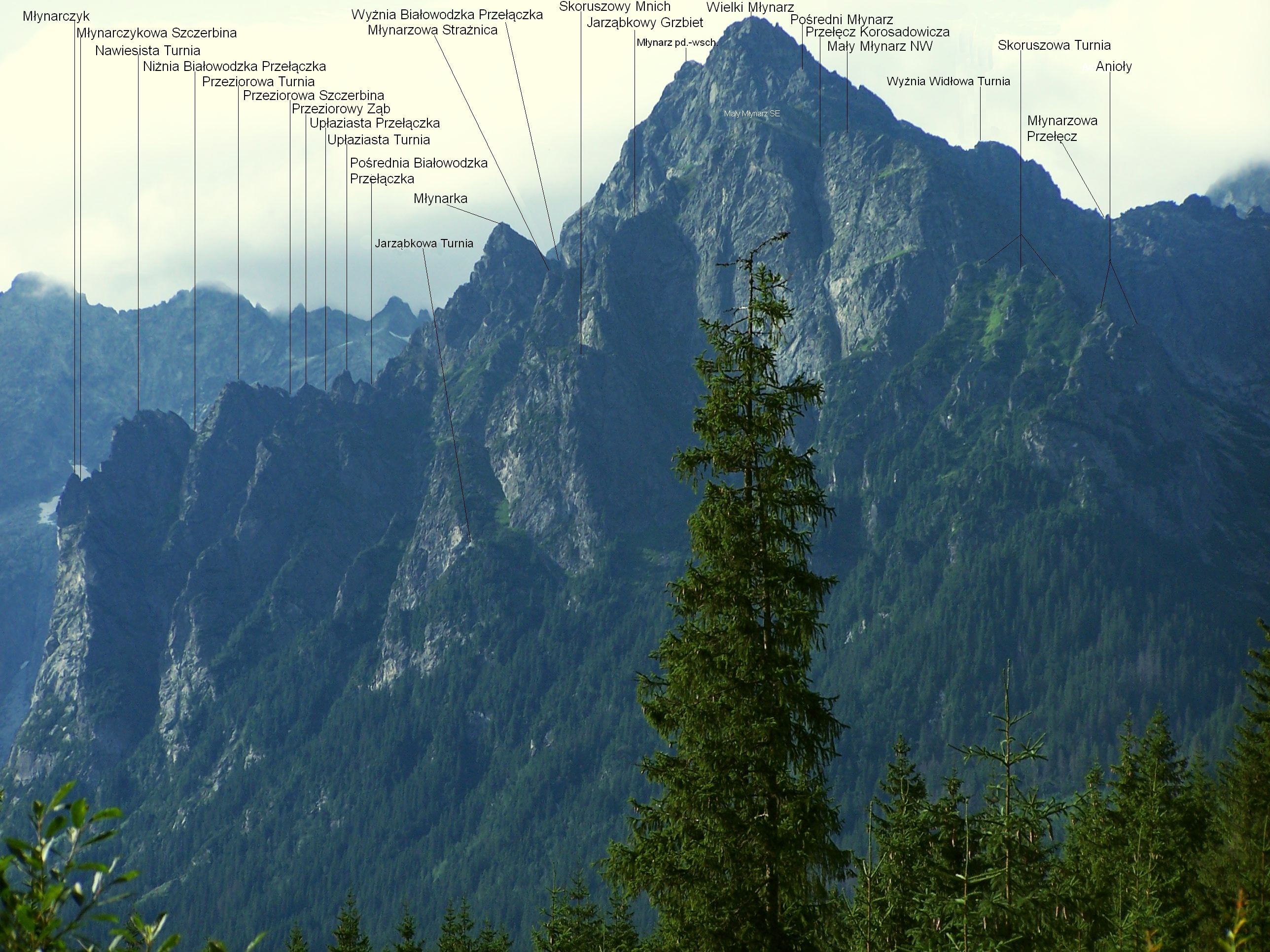
Widok z drogi do Morskiego Oka

Jarząbkowy Zwornik (słow. Mlynárova strážnica, 2022 m) – zwornik w głównej grani Młynarza w słowackich Tatrach Wysokich. Znajduje się tuż za Jarząbkową Przehybą i w odległości około 150 m od Młynarzowej Przehyby. Wspinający się w masywie Młynarza Jan Alfred Szczepański zaliczył go do masywu Małego Młynarza, a Witold Henryk Paryski nie zmieniając tej lokalizacji w swoim przewodniku nazwał go garbem 2005 m. Słowacki tatrolog Arno Puškaš również umieścił go w grani Małego Młynarza i nadał mu nazwę Mlynárova strážnica.
Od Jarząbkowego Zwornika w kierunku wschodnim oddziela się grań, która w odległości zaledwie 30 m znów rozdziela się na dwie gałęzie:
- orograficznie prawa, zakończona Jarząbkowymi Skałkami. Gałąź ta oddziela Młynarzowy Żleb od Jarząbkowego Żlebu,
- lewa, opadająca poprzez Wyżnie Jarząbkowe Siodełko, Jarząbkowy Grzbiet, Wyżnią Jarząbkową Szczerbinę, Skoruszowego Mnicha, Niżnią Jarząbkową Szczerbinę i Jarząbkową Turnię. Oddziela Jarząbkowy Żleb od Skoruszowego Żlebu[3].

Granie opadające z Jarząbkowego Zwornika kończą się w lewych zboczach Doliny Białej Wody. Ich dolną część porastają bujne lasy, wyżej przechodzące w lasy urwiskowe z licznymi limbami i łany kosodrzewiny. Najwyższe partie i pionowe ściany są skaliste. Jarząbkowy Zwornik to zupełnie niewybitny punkt grani. Wznosi się jednak nad trzema wielkimi żlebami, a w odgałęziających się z niego graniach znajdują się wielkie ściany z drogami wspinaczkowymi o dużej trudności. Jedna z nich wyceniona została na A4, a czas jej przejścia to 70 godz.